# Język komodo
Język komodo, także modo (wana Modo) – język austronezyjski używany w prowincji Małe Wyspy Sundajskie Wschodnie w Indonezji, przez mieszkańców wyspy Komodo. Według danych z 2015 roku mówi nim 1730 osób.
Posługuje się nim grupa etniczna Modo (Komodo). Z danych Peta Bahasa wynika, że jego użytkownicy zamieszkują wieś Komodo (kecamatan Komodo, kabupaten Manggarai Barat), gdzie używane są również języki bima i bugijski. Według danych z lat 80. XX w. w komodo komunikują się też niektóre rodziny we wsiach Rinca (na wyspie Rinca), Lenteng i Soknar (na zachodnim wybrzeżu Flores).
Grupy etniczne Manggarai i Komodo są ze sobą powiązane historycznie i językowo. Komodo nie jest tożsamy z językiem manggarai, choć dzieli z nim bliskie pokrewieństwo i bywa wzmiankowany jako jego dialekt. W komodo zidentyfikowano zapożyczenia z języków manggarai i bima oraz innych źródeł, takich jak malajski/indonezyjski, bajau i języki południowego Celebesu (w szczególności makasarski i bugijski).
Liczba użytkowników maleje, jest zagrożony wymarciem. Ma charakter mniejszościowy, toteż społeczność Komodo często przyswaja języki innych grup etnicznych. Wiele osób zna w szczególności języki manggarai i bima; dodatkowo wśród mieszkańców Rinca i wybrzeża Flores w użyciu jest też język bajau.
Badaniem tego języka zajmował się Jilis A.J. Verheijen. Językowi komodo i miejscowej kulturze poświęcił publikację z 1982 r. (Komodo: het eiland, het volk en de taal), dostępną również w języku indonezyjskim (Komodo: Tanah, Rakyat, dan Bahasanya, 1987) . Istnieją także prace gramatyczne z 1987 r., wydane pod auspicjami Pusat Pembinaan dan Pengembangan Bahasa: Struktur Bahasa Komodo  i Morfologi dan Sintaksis Bahasa Komodo.